# Sidi Bou Said
Sidi Bou Said (in arabo سيدي بو سعيد‎?, Sīdī [A]bū Saʿīd ) è una città situata nel nord della Tunisia, a poco meno di 20 km a nord-est della capitale Tunisi.
La città prende il nome da una figura religiosa musulmana che visse in questa città, Abou Said ibn Khalef ibn Yahia Ettamini el Beji (prima dell'arrivo di quest'ultimo era chiamata Jabal el-Menar).
La città è un'interessante attrazione turistica, conosciuta per l'intenso utilizzo dei colori blu e bianco ovunque in città. Può essere raggiunta tramite la linea ferroviaria Tunis-Goulette-Marsa, che parte da Tunisi e giunge a La Marsa.

## Artisti
Sidi Bou Said ha ancora la reputazione di città di artisti. Artisti che hanno vissuto in Sidi Bou Said, o perlomeno che hanno visitato quest'ultima, sono: Paul Klee, Gustave-Henri Jossot, August Macke, Saro Lo Turco e Louis Moillet. Numerosi artisti tunisini di Sidi Bou Said che sono membri della Ecole de Tunis (scuola di pittura di Tunisi), come per esempio Yahia Turki, Brahim Dhahak e Ammar Farhat.

## Storia
Tra il XII e il XIII sec. d.C. Abou Said ibn Khalef ibn Yahia Ettamini el Beji giunse nel villaggio di Jabal el-Menar e vi costruì un santuario. Dopo la sua morte nel 1231, fu sepolto lì. Nel XVIII sec. i governatori turchi di Tunisi e i cittadini benestanti vi costruirono numerosi residence.
Durante gli anni venti del Novecento, Rodolphe d’Erlanger applicò il tema bianco-blu dappertutto in città.